# Henry Fritz Schaefer III
Henry « Fritz » Schaefer III (né le 8 juin 1944) est un chimiste numéricien et théoricien. Professeur de chimie « Graham Perdue » et directeur du Centre de chimie numérique de l'Université de Géorgie, il est l'auteur d'un nombre important de publications scientifiques, ce qui lui valut d'être le 6e chimiste le plus cité entre 1981 et 1997. H.F. Schaefer est parfois attaqué comme l'un des partisans prééminents du « dessein intelligent », mais se décrit lui-même comme un « sympathisant » de cette théorie, mais avant tout comme un « partisan de Jésus ». H.F. Schaefer est membre du Discovery Institute's Center for Science and Culture (en), le centre de diffusion de l'intelligent design movement. H.F. Schaefer était également membre de l'International Society for Complexity, Information and Design, association s'étant dissoute, et l'un des signataires de la lettre anti-évolution du Discovery Institute, A Scientific Dissent from Darwinism.

## Biographie

### Enfance et parcours académique
H. F. Schaefer est né à Grand Rapids, dans le Michigan, et suivit une scolarité dans les villes de Syracuse (New York), Menlo Park (Californie) et East Grand Rapids (Michigan). Il obtient un bachelor of science en physico-chimie du Massachusetts Institute of Technology en 1966 et un doctorat (Ph.D.) en physico-chimie de l'Université Stanford en 1969. Il est professeur de chimie à l'Université de Berkeley de 1969 à 1987. Durant la période 1979-1980, il est professeur de chimie « Wilfred T. Doherty » et premier directeur de l'Institute for Theoretical Chemistry de l'Université du Texas à Austin. En 1987, il intègre l'Université de Géorgie, où il est professeur de chimie « Graham Perdue » et directeur du Center for Computational Chemistry. Membre de l'Académie internationale des sciences moléculaires quantiques et préside pendant une longue période la WATOC (World Association of Theoretical and Computational Chemists). En 2004, il devient professeur émérite de chimie à l'Université de Berkeley. Il est également professeur en échange de l'Université de Paris en 1977, de Gastprofessur à l'École polytechnique fédérale de Zurich (en 1994, 1995, 1997, 2000, 2002, 2004, 2006, 2008) et professeur invité « David P. Craig » à l'Université nationale australienne en 1999. Il est élu membre de l'Académie américaine des arts et des sciences et devient membre de la Royal Society of Chemistry (Londres) en 2005.

H. F. Schaefer est aussi président du conseil d'administration de la Westminster Christian Academy, une école préparatoire aux colleges dont il participe à la fondation en 1988n à Watkinsville en Géorgie.

### Recherche et ouvrages
La recherche produite par H.F. Schaefer et son groupe est basée sur l'utilisation de matériel informatique et de méthodes théoriques afin de résoudre des problèmes de mécanique quantique moléculaire. Ses contributions dans le champ de la chimie quantique comprennent un article confrontant, d'un point de vue théorique, la géométrie du méthylène triplet comme décrit par l'expérimentateur Gerhard Herzberg (prix Nobel de chimie) ; le développement la méthode du vecteur Z pour simplifier certains calculs sur les systèmes corrélés et un travail intense entrepris sur les géométries, propriétés et réactions des systèmes chimiques utilisant des techniques de chimie quantique ab initio très précises. Nombre de ses articles ont prédit, ou imposé une réinterprétation, de résultats expérimentaux. Il est l'auteur ou le coauteur de plus de 1200 publications scientifiques, la majorité d'entre elles étant publiées dans le Journal of Chemical Physics ou le Journal of the American Chemical Society.

### Distinctions et récompenses
H.F. Schaefer reçoit le American Chemical Society Award in Pure Chemistry en 1979 « pour le développement de la chimie quantique numérique dans le champ quantitatif et fiable de la chimie et pour ses calculs exemplaires et prolifiques d'un intérêt chimique très large ». En 1983, il reçoit le prix Leo Hendrik Baekeland destiné à récompenser le chimiste nord-américain s'étant le plus distingué avant l'âge de 40 ans. En 1992, il reçoit la Médaille du centenaire de la Royal Society of Chemistry de Londres avec une citation indiquant qu'il est « le premier chimiste théoricien ayant confronté avec succès la conclusion acceptée d'un groupe expérimental distingué pour une molécule polyatomique, le méthylène ». En 2003, H.F. Schaefer reçut le prix de l'American Chemical Society en chimie théorique et le prix Ira Remsen de l'Université Johns Hopkins. En 2004, une conférence de six jours se tînt à Gyeongju (Corée du Sud) sur « Théorie et applications de la chimie numérique : célébration des 1000 articles du professeur Henry F. Schaefer III ». H.F. fut honoré du prix Joseph O. Hirschfelder d'un montant de 10 000 $ en 2005 par l'Institut de chimie théorique de l'Université du Wisconsin, rejoignant ainsi une liste comprenant certains des scientifiques les plus connus dans le domaine.

Enseignant chrétien protestant actif, H.F. Schaefer intervint régulièrement auprès d'audiences universitaires (plus de 300 interventions à ce jour), de groupes chrétiens ou du grand public lors de débats sur le thème « science et foi » En 2003, il publia Science and Christianity: Conflict or Coherence? (Science et Chrétienté : conflit ou cohérence ?), une collection d'essais et de conférences sur le sujet. Il est membre du Christian Faculty Forum de l'Université de Géorgie.

### Controverse(s)
Le 25 janvier 2008, H.F. Schaefer donna une conférence intitulée Big Bang, Stephen Hawking and God (« Big Bang, Stephen Hawking et Dieu ») à l'Institut indien de technologie de Bombay. Il y fit la promotion du « dessein intelligent » et indiqua de manière implicite la futilité des systèmes de croyances externes à la Chrétienté comme accès à Dieu. Cela entraîna la réponse, d'un groupe d'étudiants sous forme de tracts, qui furent distribuées à une audience de plus de 500 étudiants et enseignants. Ces tracts dépeignaient la conférence comme non-scientifique et pour le moins hors-contexte lors de la plus grande manifestation technologique d'Asie (Techfest 2008).

H.F. Schaefer est parfois cité comme un exemple de l'attitude du Discovery Institute visant à mettre en avant les qualifications et affiliations des défenseurs de la théorie du dessein intelligent. Le Discovery Institute mentionne fréquemment et met en avant une éventuelle relation entre le prix Nobel de chimie et H.F. Schaefer,
,
, s'y référant comme « cinq fois proposé pour le prix Nobel » malgré le fait que les nominations au prix Nobel soient confidentielles durant cinquante années.
Les critiques de la théorie du dessein intelligent, Barbara Forrest, Glenn Branch et Reed Cartwright présument que par cette spéculation présentée comme un fait, le Discovery Institute augmente sa réputation,. La source originelle de cette estimation de cinq nominations pour H.F. Schaefer au prix Nobel est un article de couverture du 23 décembre 1991 du magazine U.S. News and World Report.

## Publications, ouvrages, conférences
- (en) Science and Christianity : Conflict or Coherence?[14] Apollos Trust, (2003)  (ISBN 0-974-29750-X)
- (en) Scientists and Their Gods (2001) [26]
- (en) Quantum Chemistry: The Development of Ab Initio Methods in Molecular Electronic Structure Theory Dover Publications (20 février 2004)   (ISBN 0-486-43246-7)